# Alltingsvalet i Island 2024
Alltingsvalet 2024 var ett extrautlyst parlamentsval på Island, planerat att anordnas lördagen den 30 november 2024. Valet utlystes efter att statsminister Bjarni Benediktsson bett president Halla Tómasdóttir att upplösa parlamentet efter att hans trepartiregering Bjarni Benediktsson II fallit.